# 수정목
수정목(壽庭木, Damnacanthus major)은 한국·일본에 분포하는 상록관목으로 높이 30-60cm이다. 잎은 마주나며 달걀꼴로, 잎 밑이 둥글고 끝이 날카로우며 가장자리에 톱니가 없다. 꽃은 6월에 잎겨드랑이에서 흰색으로 핀다. 꽃부리는 흰색으로 길이 15-18mm이다. 열매는 핵과(核果)이고 둥글게 지름 5mm 정도로 빨갛게 익는다. 관상용이며 산지의 그늘진 곳에서 자란다.

## 참고 자료
- 이 문서에는 다음커뮤니케이션(현 카카오)에서 GFDL 또는 CC-SA 라이선스로 배포한 글로벌 세계대백과사전의 내용을 기초로 작성된 글이 포함되어 있습니다.